# كارلوس باردو
كارلوس باردو (بالإسبانية: Carlos Pardo) هو سائق سباق مكسيكي، ولد في 15 سبتمبر 1975 في مدينة مكسيكو في المكسيك، وتوفي في 14 يونيو 2009 في Autódromo Miguel E. Abed ‏ في المكسيك.

## وصلات خارجية
- كارلوس باردو على موقع Racing-Reference.info (الإنجليزية)